# カイン・パンジャン
カイン・パンジャン（kain pandjang）とは、インドネシアジャワ島の盛装に用いる腰布。縦約150センチ、横250センチほどの長方形の一枚布で、緻密なバティック（ろうけつ染め）が施された木綿平織地のジャワ更紗である。ジャワ島の王室内で発展した衣装で、材質は木綿一種だが柄などによって王族用、貴族用などの格付けがあった。
男女共に用いるが、現在は男性の着用は少ない。

## 着装
1. 布の片端にあらかじめ2センチから3センチほどの十本前後の襞が畳んでおく。
2. 襞のない側の布端を、下から上に三角形に折り返し、後腰に当てる。
3. 左から右に布を巻いていく。
4. 襞が正面にきたところで、腰に幅17センチ、長さ122センチの密な平織りでできた帯（スタゲン）を巻いて留める。

男性は普通上半身は裸だが、女性はバジュ（badge、別名をカバヤkebaja）という前開きのレースまたは薄手のナイロン製ブラウスを身につける。バジュには前を止めるボタンやジッパーはないが、胸当てが縫いつけられており、二個一対の細い鎖で繋がれた金のブローチで前を留める。

## 雑記
- カイン・パンジャンには模様などによる格付けがあり、一般に複雑な模様ほど格が高い。特にパラン模様と呼ばれる刃紋は、王宮内への出入りの許可を持つ人にだけ許された。大きな模様は王のもの。主な柄はペンシルで下書きした上から描かれるが、格の高いカイン・パンジャンに描かれる地模様に当たるイセン模様はフリーハンドである。
- 地域差もあり、スルタン家の王都であったジョクジャカルタのものは茶褐色地で古典模様であるパラン模様が多い。ススフナン家の王都であったスラカルタでは、藍色で鳥や草花の文様。バティックの主要産地として名高いペカロンガンではカラフルな花模様のものが好まれている。

## 参考資料
- 田中千代『世界の民族衣装 装い方の知恵をさぐる』平凡社
- 田中薫　田中千代『カラーブックス世界のきもの』保育社